# Svartabborrtjärnen (Åsele socken, Lappland)
Svartabborrtjärnen är en sjö i Åsele kommun i Lappland och ingår i Gideälvens huvudavrinningsområde.